# Fransk skruv

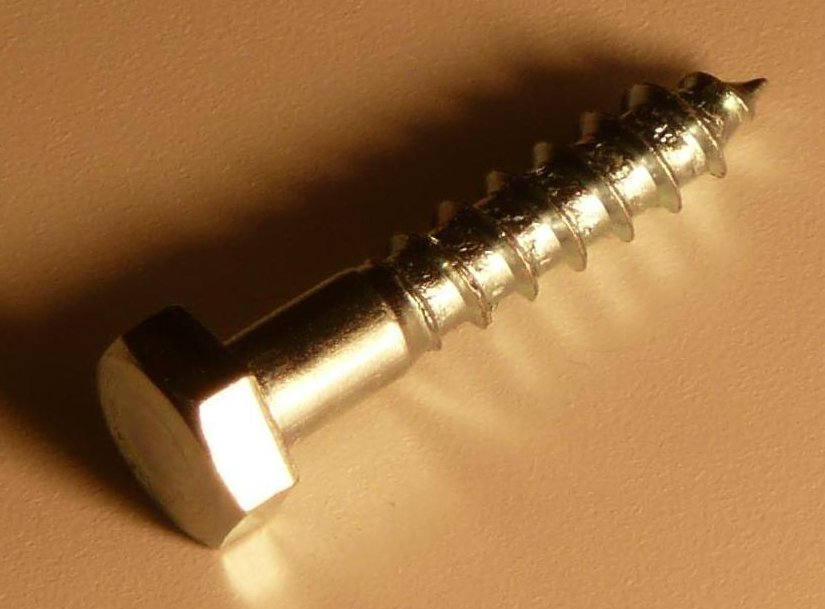
Fransk skruv

En fransk skruv är en grov skruv med sexkantsskalle och grova gängor. Används främst när konstruktionsdetaljer ska monteras på träkonstruktioner eller i betong. Fransk skruv finns i flera sorters material och ytbehandlingar, så som varmförzinkat eller rostfritt.  Den franska skruven finns numera även med en flänsbricka under sexkantsskallen för ökad friktion i det underliggande materialet. 
Fransk skruv behöver oftast förborras för att underlätta monteringen, dock finns varianter med borrspets som i viss utsträckning underlättar i skruvandet.
En fransk skruv dras åt med en nyckel, fast eller skiftnyckel, i stället för med en skruvmejsel. I amerikansk engelska benämns en sådan nyckel wrench. Det är möjligt att svenska immigranter som arbetade i byggbranschen misstolkade eller förvanskade ordet wrench till french och att den svenska benämningen kommer därav.